# بانک عراق
بانک عراق (عربی: مصرف العراق) شرکت دولتی خدمات مالی و بانکداری عراقی است، که در سال ۱۹۹۱ تأسیس شد.